# Mbomou (prefektur)
Mbomou (franska) eller Mbömü (sango) är en prefektur i Centralafrikanska republiken. Den ligger i den sydöstra delen av landet, 500 km öster om huvudstaden Bangui. Antalet invånare var 164 009 vid folkräkningen 2003. Arean är 61 150 kvadratkilometer. Mbomou gränsar till prefekturerna Basse-Kotto, Haute-Kotto och Haut-Mbomou samt till Kongo-Kinshasa.
Mbomou delas in i underprefekturerna:
- Bakouma
- Bangassou
- Gambo
- Ouango
- Rafaï